# Gaztelu Zaharra (Bajona)
Stari dvorac (baskijski:Gaztelu Zaharra) je dvorac u Bajoni, glavnom gradu Lapurdije, u sjevernoj Baskiji.
Sagradio ga je vikont od Lapurdije u XI. stoljeću.